# Scuola d'eroi
Scuola d'eroi è un film muto italiano del 1914 diretto da Enrico Guazzoni.